# 토린호의 운명
《토린호의 운명》(In Which We Serve)은 영국에서 제작된 데이비드 린 감독의 1942년 드라마, 전쟁 영화이다. 노엘 카워드 등이 주연으로 출연하였고 노엘 카워드 등이 제작에 참여하였다.

## 출연

### 주연
- 노엘 카워드
- 존 밀스

### 조연
- 버나드 마일즈
- 셀리아 존슨
- 케이 월쉬
- 조이스 캐리
- 데릭 엘핀스톤
- 마이클 와일딩

## 기타
- 협력프로듀서: 안소니 하베록 알랜